# Homunculus loxodontus
Homunculus loxodontus là một tác phẩm điêu khắc của nghệ sĩ người Hà Lan Margriet van Brevort, nó được hoàn thành vào mùa xuân năm 2016, và đang được đặt tại Đại học Leiden (Hà Lan).
Nó đã trở lên nổi tiếng trên mạng xã hội tại Nga và Ukraine, với tên ждун (chờ đợi).
Lu Lu love you :))) 
Tác phẩm điêu khắc thể hiện một sinh vật không chân với đầu màu xám của một con hải tượng phương bắc, ngoại hình ục ịch khổng lồ ấu trùng và đôi bàn tay của người già, và đang ngồi trên một cái ghế trong phòng chờ đợi .

## Meme

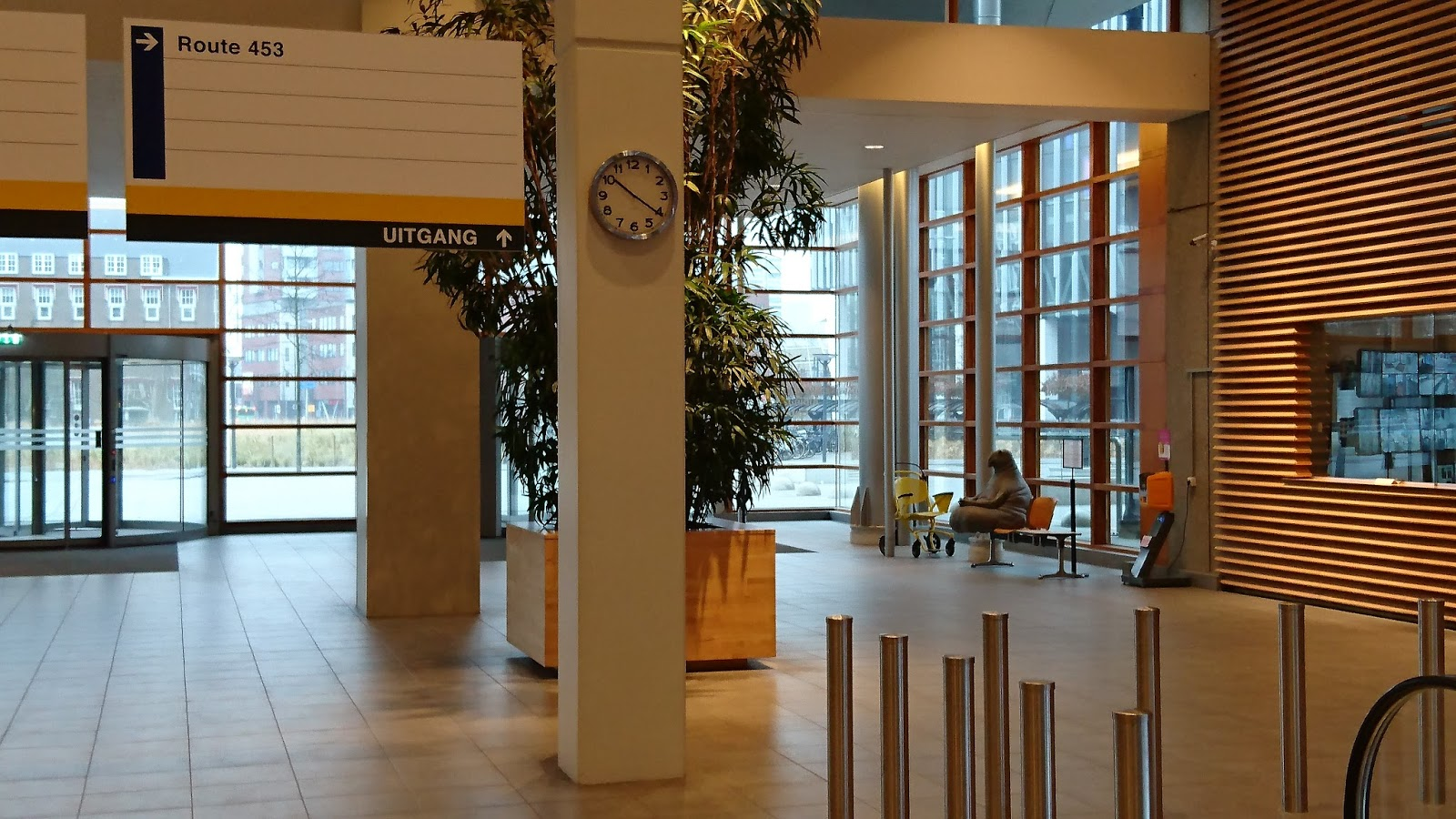
Idun trong sảnh ở Arnhem Đại học trung tâm y tế (2017)

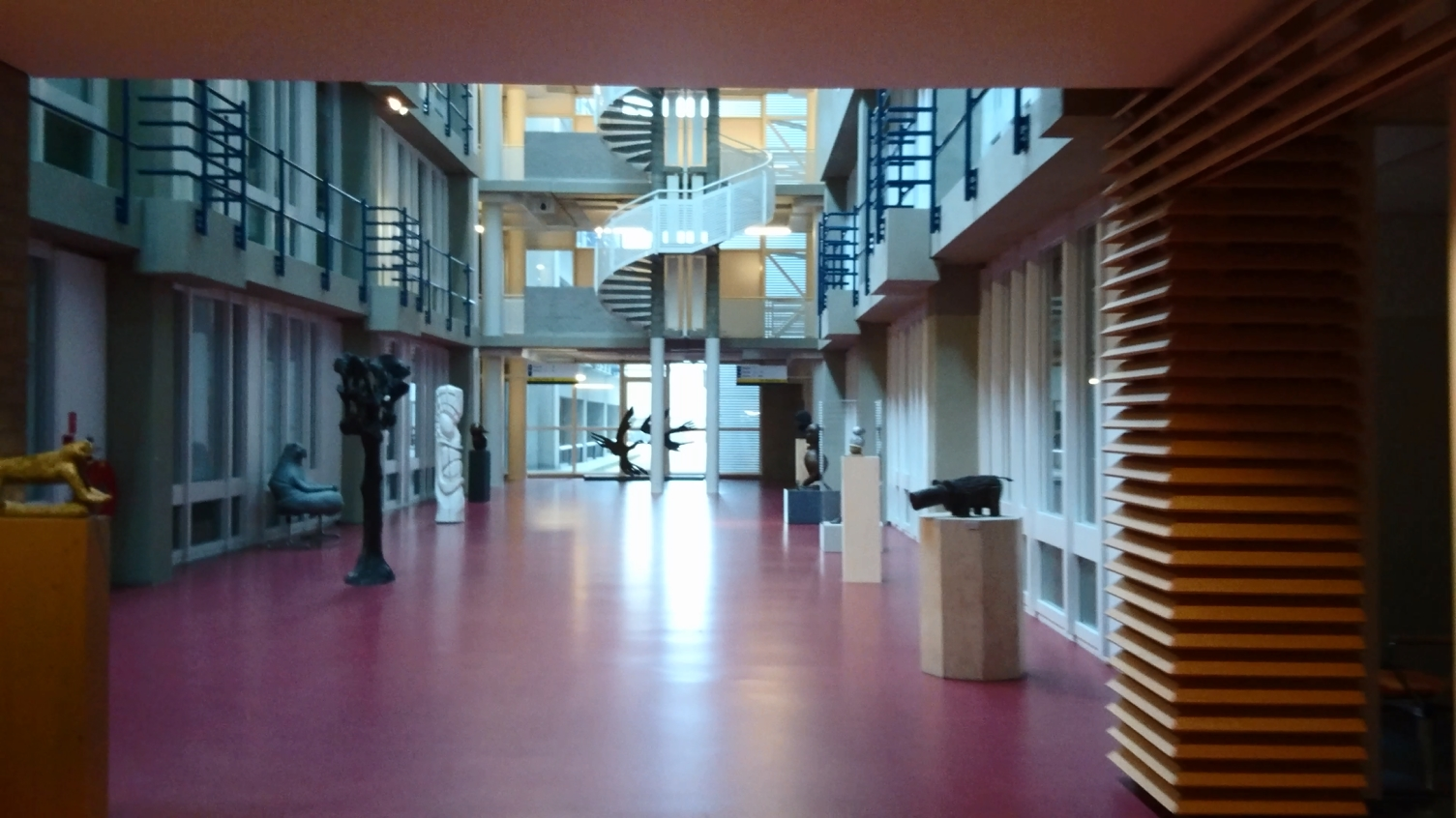
Sảnh, nơi Idun. Ngày 2017

Năm 2017, sau khi công bố hình ảnh của bức tượng điêu khắc trên trang web Peekaboo bức tượng ấy đã trở thành một meme nổi tiếng trên Internet với tên "Chờ đợi" trong tiếng Ukraina và Nga.